# Ta' mig
Ta' mig (norsk: Få meg på, for faen, engelsk: Turn Me On, Dammit!) er en norsk komediefilm fra 2011.
Filmen er baseret på Olaug Nilssens roman af samme navn. Filmen havde norsk premiere den 19. august 2011, og og havde et samlet besøgstal i de norske biografer på 110,574.

## Handling
Filmen foregår i Skoddeheimen, en lille fiktiv by i det vestlige Norge, Filmen handler om Alma (Helene Bergsholm), en 15-årig pige og hendes seksuelle opvågning, og dets påvirkning på lokalsamfundet.

## Medvirkende
- Helene Bergsholm som Alma
- Henriette Steenstrup som Almas mor
- Malin Bjørhovde som Sara
- Beate Støfring som Ingrid
- Matias Myren som Artur
- Lars Nordtveit Listau som Kjartan
- Jon Bleiklie Devik som Sebjørn
- Julia Bache-Wiig som Maria
- Per Kjerstad som Stig
- Finn Tokvam som Almas lærer
- Julia Schacht som Elisabeth
- Arthur Berning som Terje

## Modtagelse

### Kritiske modtagelse
Ta' mig modtog generelt positive anmeldelser. Baseret på 39 anmeldelser foretaget af Rotten Tomatoes, har filmen en "Fresh"-rating på 92% og en gennemsnitlig score på 7.4 ud af 10.

### Priser & nomineringer
- Bedste manuskript ved Tribeca Film Festival 2011[6]
- Bedste norske biograffilm ved Amandaprisen 2012[7]